# Jungfrudansen, Solna

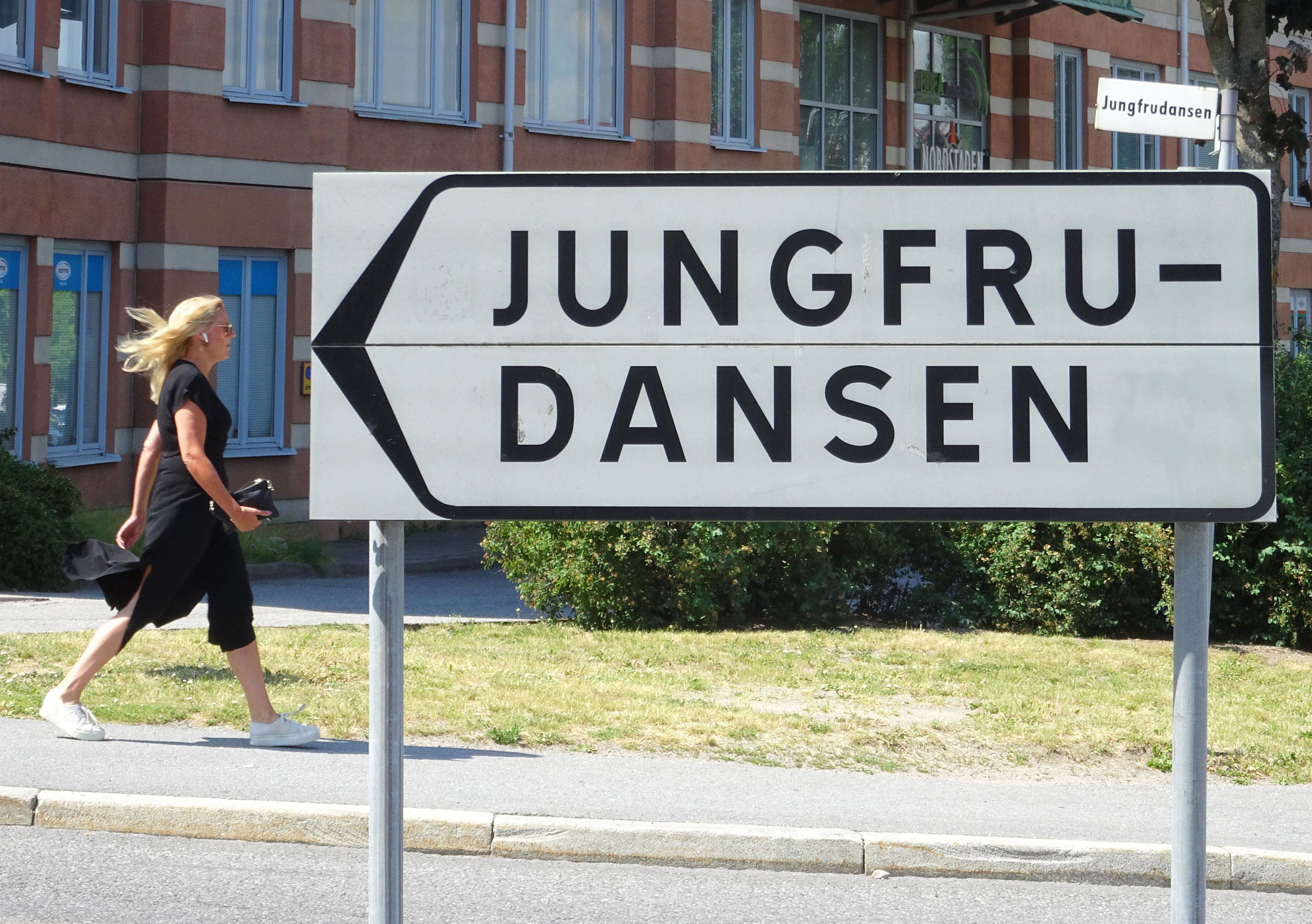
Vägvisare till bostadsområdet "Jungfrudansen".

Jungfrudansen är namnet på en gata, ett bostadsområde med kulturhistoriskt värdefulla byggnader från miljonprogrammet och en tidigare festplats i stadsdelen Huvudsta i Solna kommun. Vid Jungfrudansen låg Huvudsta stenbrott.

## Namnet
Jungfrudansen som namn har olika förklaringar. En jungfrudans kallas en viss typ av forntida labyrint som en jungfru hade svårt att ta sig ur. Jungfrudansen vid Ulvsundasjön i Huvudsta omtalas redan som ”Jungfru Salen” på Gabriel Bodings karta över Huvudsta från 1754.
Enligt en tradition går ”Jungfrudansen” tillbaka till en ung kvinna som en kväll väntade på sin fästman och i ett oväder försvann med berg, träd och mark ner i Ulvsundasjöns vatten. Sedan denna tid, då en jungfru ”dansade ner” i vattnet, har platsen kallats Jungfrudansen.

## Raset och festplatsen

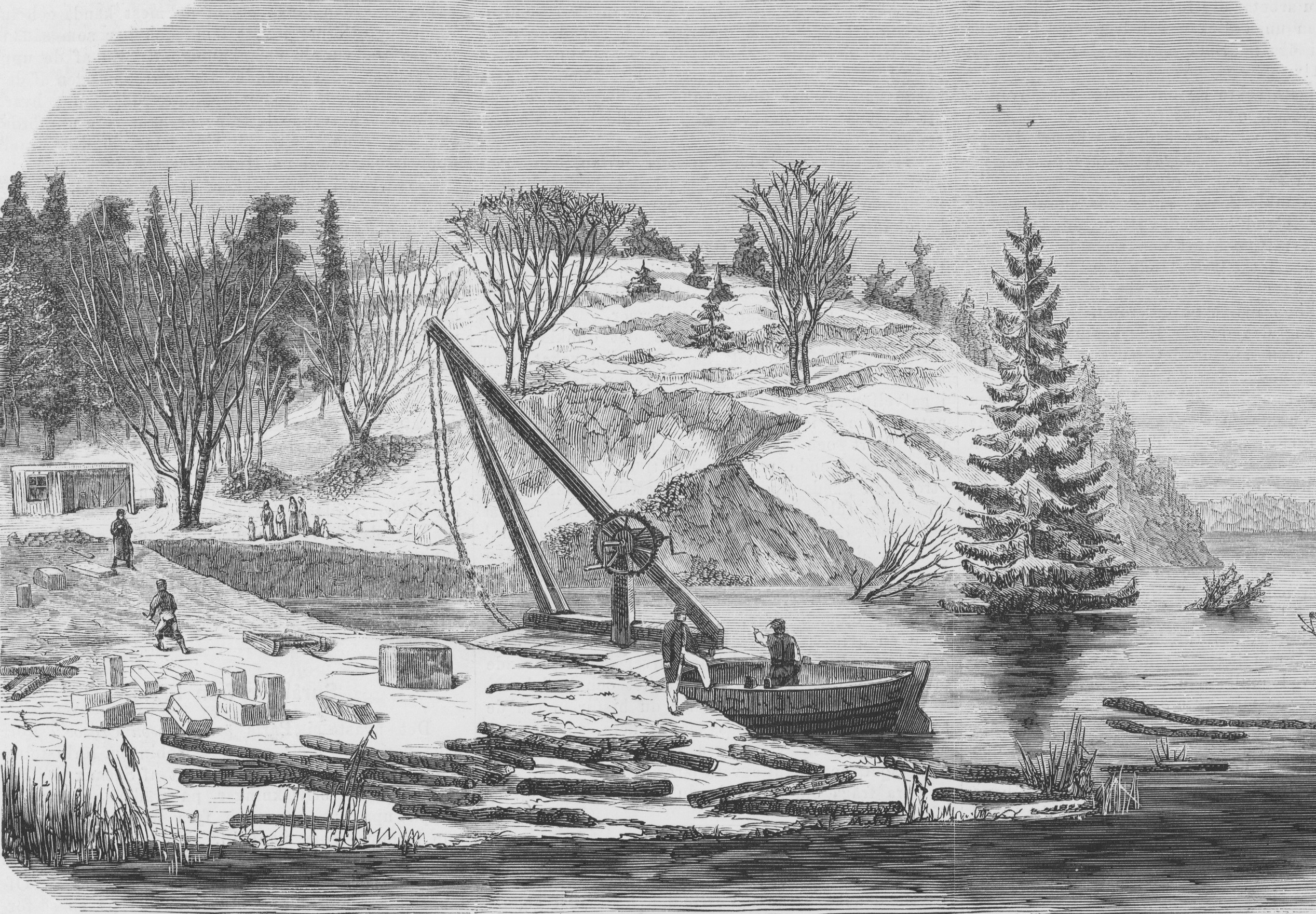
Det stora raset i Jungfrudansen, 1867.

Den 26 november 1867 inträffade ett stort jordskred vid Jungfrudansen och drygt två tunnland mark försvann ut i Ulvsundasjön. Vid den tiden låg här Huvudsta stenbrott och stora mängder huggen gat- och kantsten beställda till Stockholms gator gick förlorade, likaså två bryggor av sten och en "dyrbar" lyftkran. Ägaren Johan Adolf Berg drabbades ekonomiskt och Dagens Nyheter konstaterade att allt var "oassureradt" (icke försäkrat).
På den plana yta som skapades av raset anordnades sedermera en festplats med dansbana och servering, kallad ”Jungfrudansen”. Dansbanan hade tak så att man kunde dansa vid dåligt väder. Den hade hämtats från Södermalm 1924 eller 1925. Området var inte inhägnat och man betalade inte heller entré, däremot kostade varje dans några ören. 
Under några år i slutet av 1920-talet gick en båt med danssugna stockholmare från Stockholms stadshus via Karlbergskanalen till Jungfrudansen i Huvudsta där man lade till några timmar på lördagskvällarna. Efter dansens slut kunde man sedan ta samma båt tillbaka in till staden. Det 46 meter höga berget ovanför var ett omtyckt utflyktsmål, härifrån hade man vidsträckt utsikt över Ulvsundasjön.
Mellan 1917 och 1968 låg här fröken Anna Erikssons konditori och ”Café Alphyddan” (senare kiosk). Dansbanan stängde redan 1941. Idag nyttjas gräsmattan för picknick och solbad.

### Historiska bilder

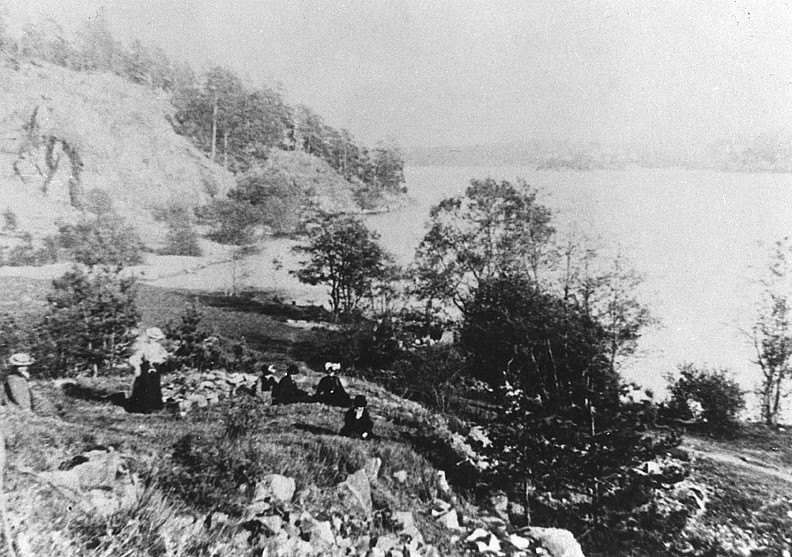
Utflyktssällskap vid Jungfrudansen, cirka 1900.
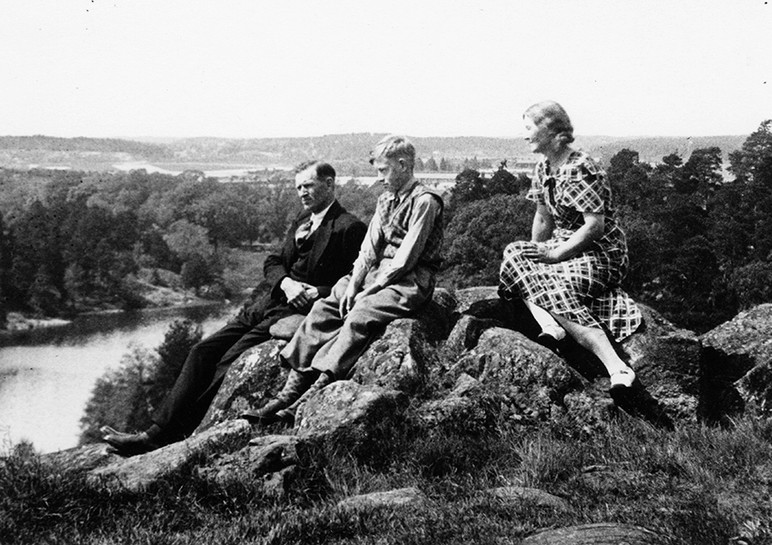
Utflykt till Jungfrudansens berg, 1937.
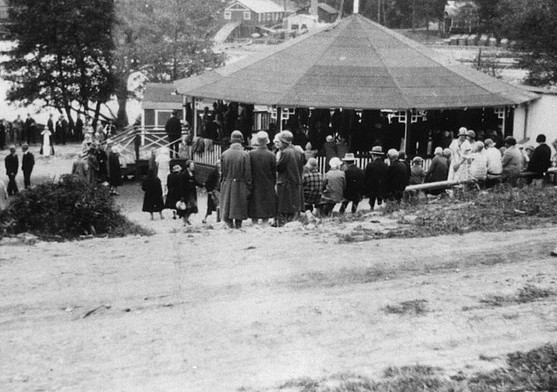
Dansbanan vid Jungfrudansen på 1930-talet.
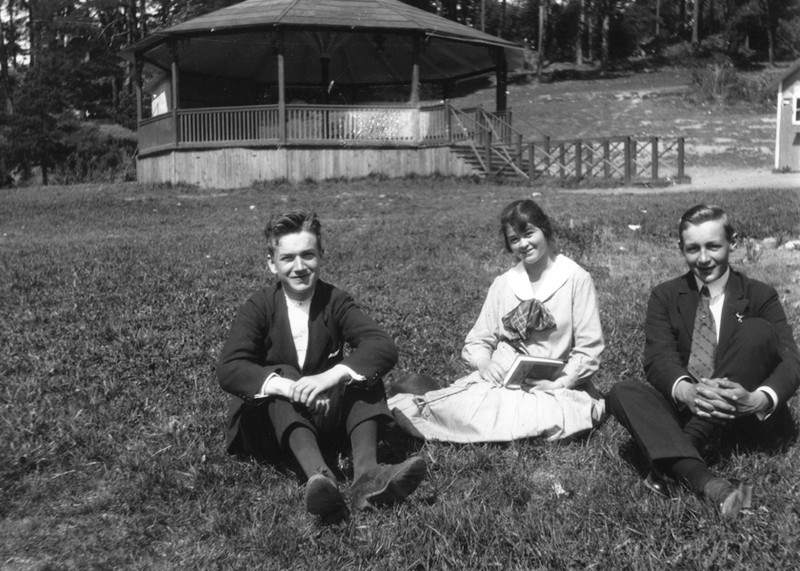
Ungdomar vid dansbanan på 1930-talet.

## Bostadsområdet
I slutet av 1960-talet stadsplanerades området ovanför Jungfrudansen och gatan ”Jungfrudansen” anlades som en slinga runt området. I kvarteren Blomkålen, Dillen, Gurkan, Moroten, Rödbetan och Tomaten uppfördes i början av 1970-talet flera lamellhus. Inom området byggdes vanliga flerbostadshus, bostäder för pensionärer och ett äldreboende. 
Husen i fastigheterna Gurkan och Moroten med gatuadresserna Jungfrudansen 22–58 består av sex lamellhus i sex våningar. De ligger med vidsträckt utsikt över Ulvsundasjön direkt ovanför platsen där Huvudsta stenbrott hade sin verksamhet. Gatan förs här med en kort bro över det gamla dagbrottet. Jungfrudansen ligger något högre i norr och ger förutsättningar för en naturlig sluttning ned mot branten i söder. Området blev en viktig komponent i stadsplanen med sin avskiljda och naturligt terränganpassade utformning, vilket är ovanligt för den tidens storskaliga byggande.
Husens ursprungliga och välgestaltade arkitektur är i stort sedd oförändrad. Exteriört fick husen en sammanhållen fasadgestaltning genom beigefärgat fasadtegel. Bebyggelsen i Gurkan och Moroten är grönmärkt av kommunen vilket innebär att den anses vara särskilt värdefull ur historisk, kulturhistorisk, miljömässig eller konstnärlig synpunkt. Enligt Riksantikvarieämbetets bebyggelseregister tillhör flerbostadshusen i kvarteren Gurkan och Moroten ”det bästa som byggdes i Solna under de så kallade rekordåren och de har ett högt kulturhistoriskt värde”.

### Nutida bilder

Bostadsområdet
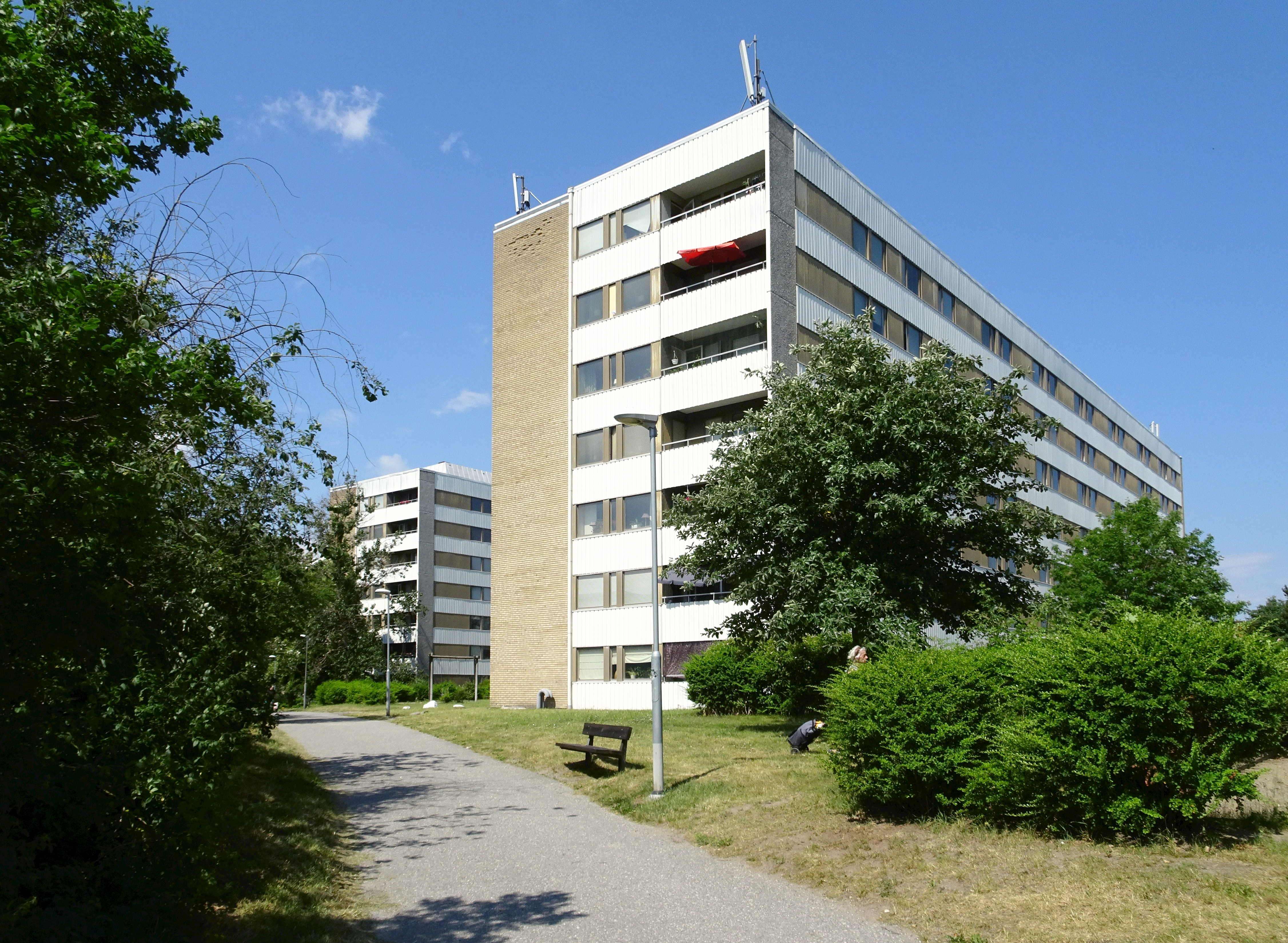
Jungfrudansen 94-100.
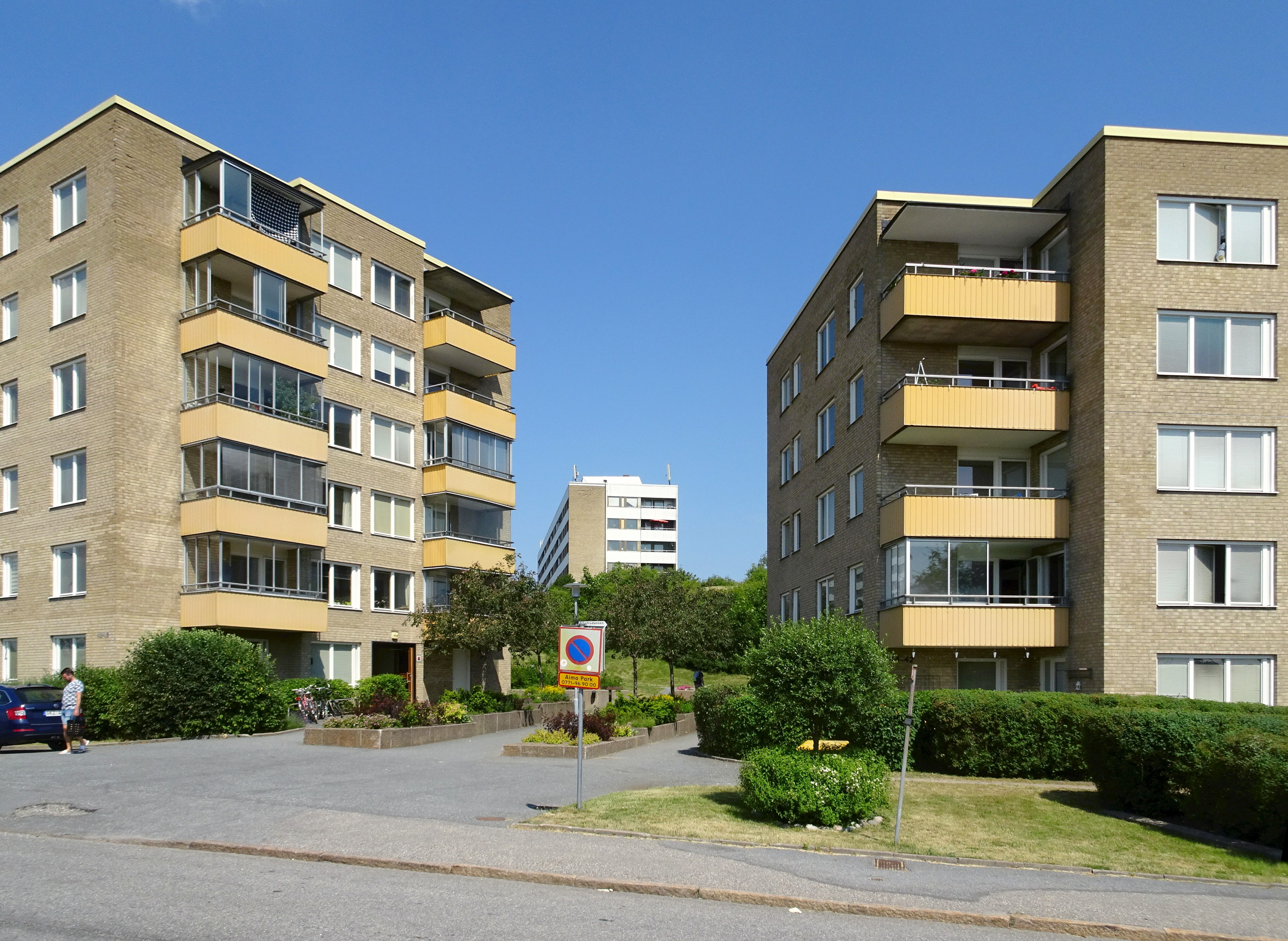
Jungfrudansen 44 (t.h.) och 48.
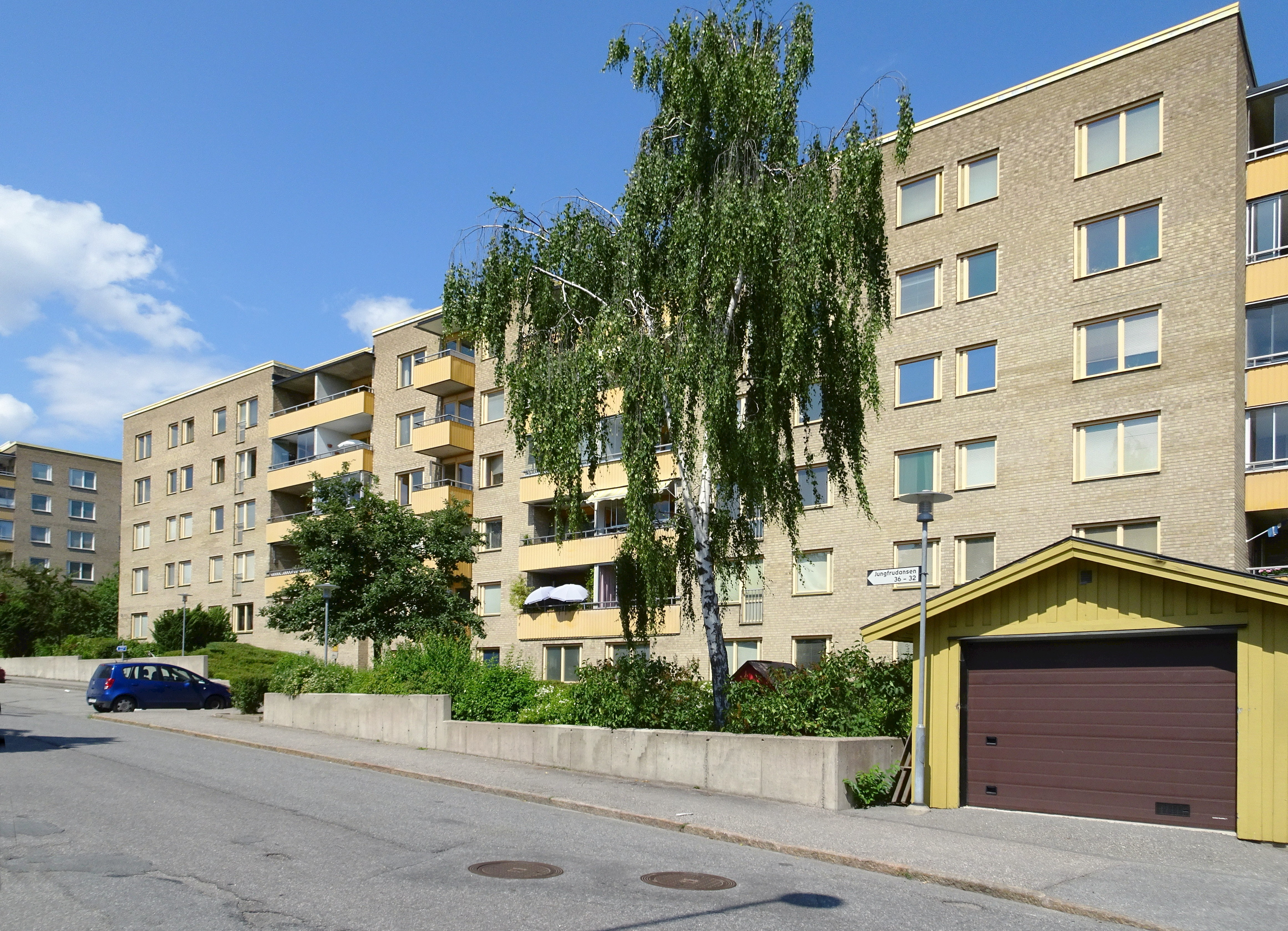
Jungfrudansen 32-36.
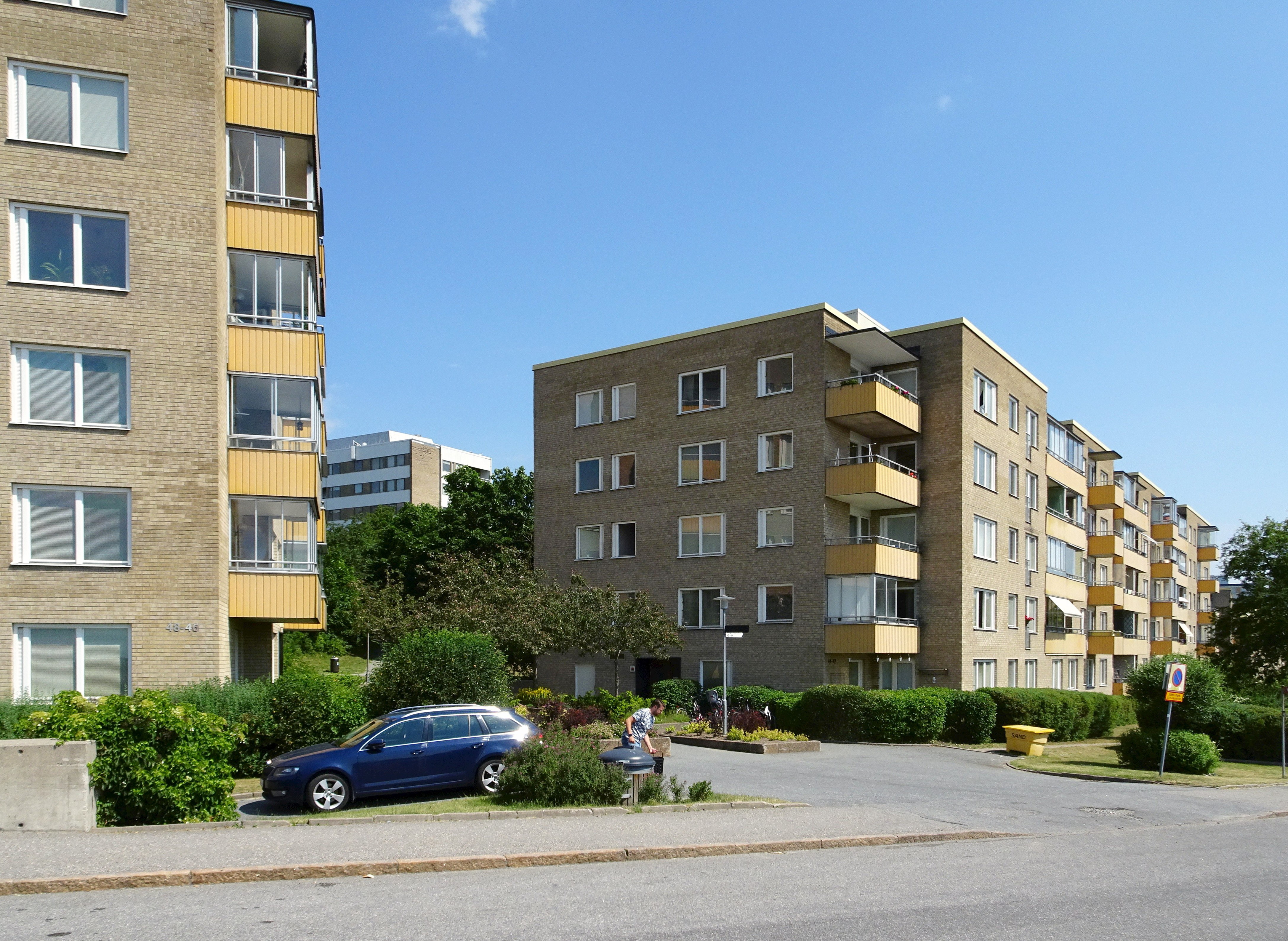
Jungfrudansen, 42-46.

Omgivningen
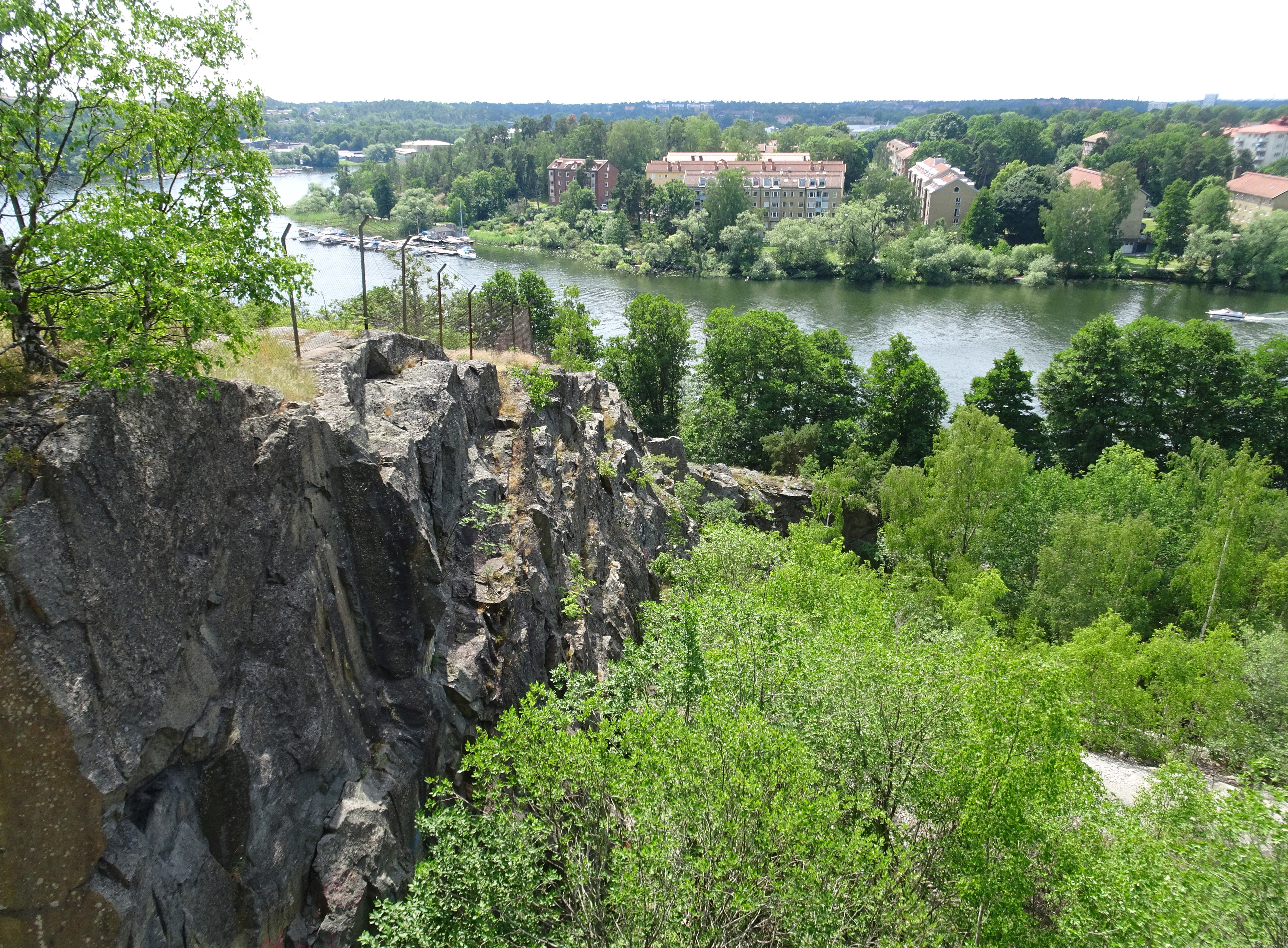
Utsikt över dagbrottet mot sydväst.
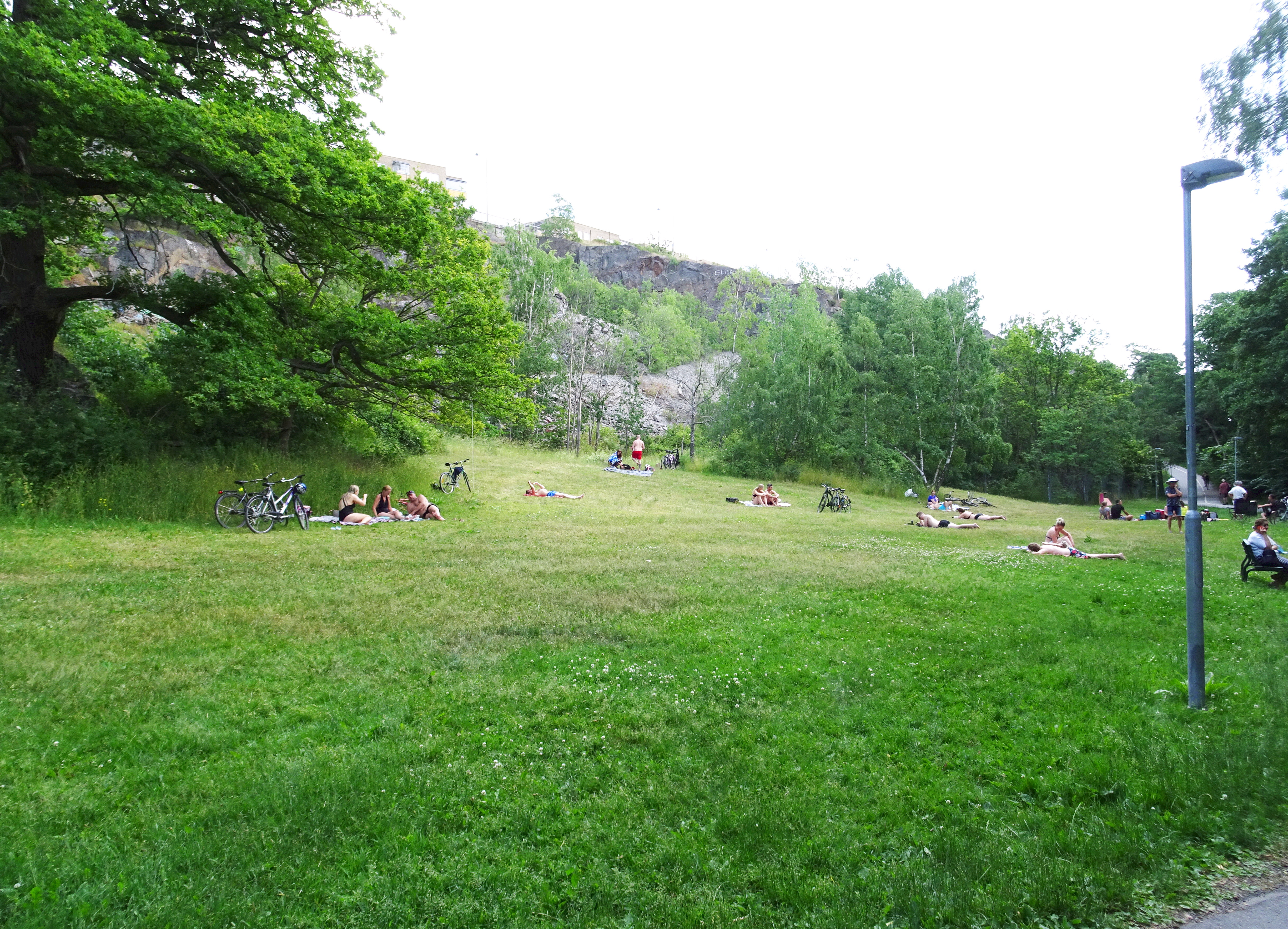
Före detta festplatsen sedd från strandpromenaden.
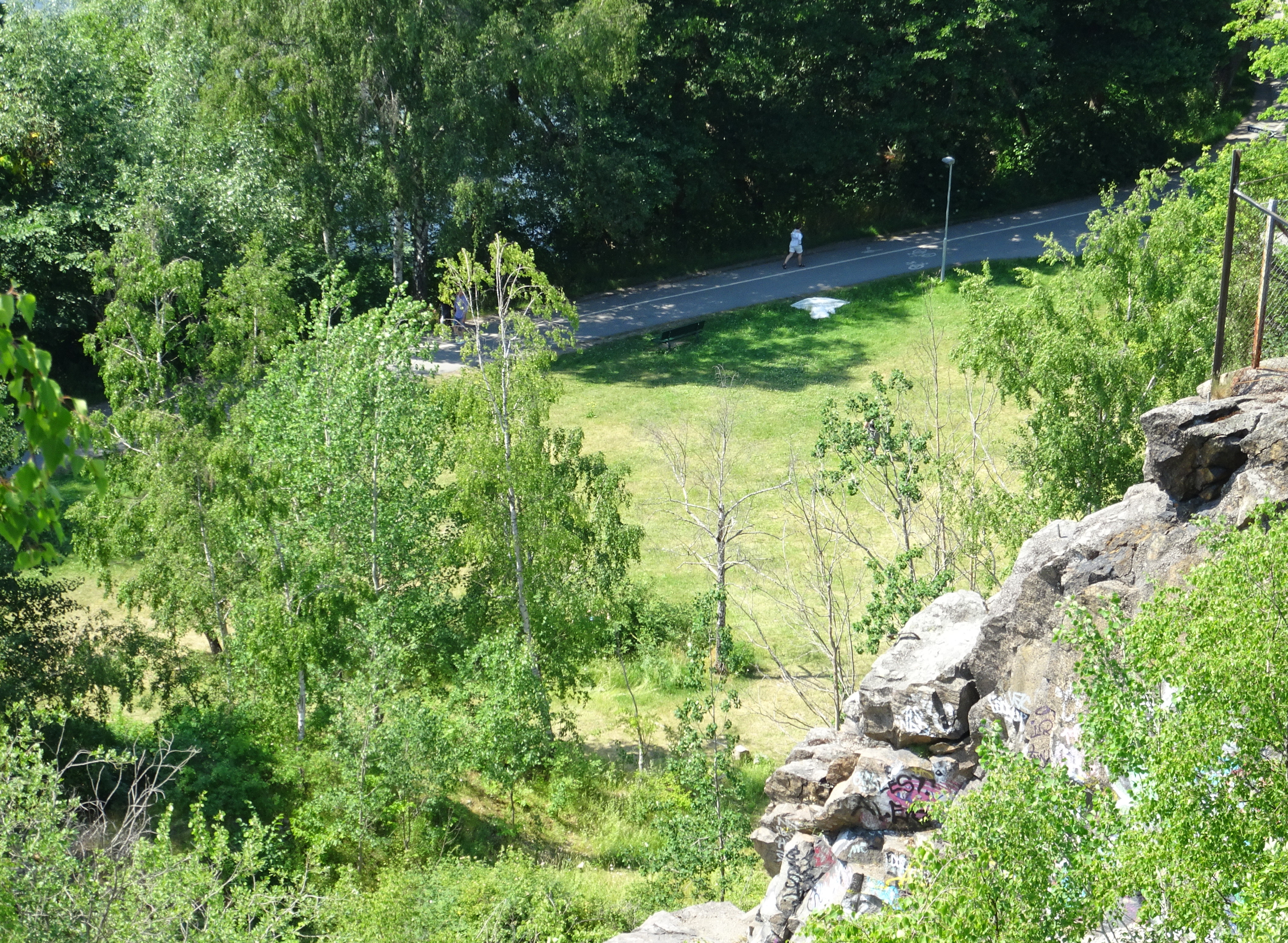
Före detta festplatsen sedd från klippan.
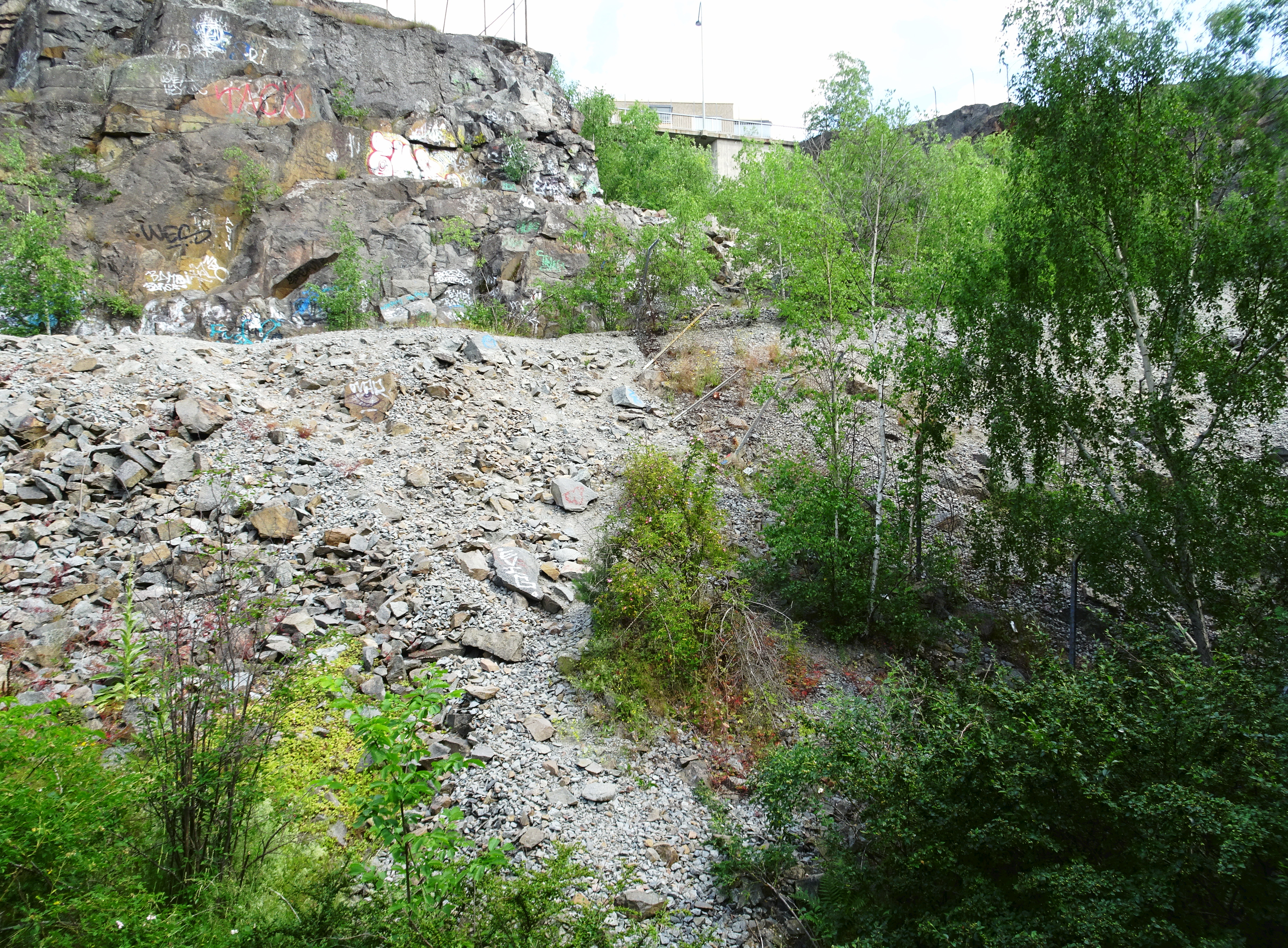
Före detta Huvudsta stenbrott sett från festplatsen.